# 브룩 랭턴
브룩 랭턴(Brooke Langton, 1970년 11월 27일 ~ )은 미국의 배우이다.

## 출연 작품
- 리플레이스먼트